# Грејтон (Калифорнија)
Грејтон (енгл. Graton) насељено је место без административног статуса у америчкој савезној држави Калифорнија.

## Демографија
По попису из 2010. године број становника је 1.707, што је 108 (-6,0%) становника мање него 2000. године.
| Група             | 2000.         | 2010.         |
| Белци             | 1.371 (75,5%) | 1.272 (74,5%) |
| Афроамериканци    | 9 (0,5%)      | 10 (0,6%)     |
| Азијати           | 20 (1,1%)     | 25 (1,5%)     |
| Хиспаноамериканци | 350 (19,3%)   | 322 (18,9%)   |
| Укупно            | 1.815         | 1.707         |